# Picot milratlles
El picot milratlles (Campethera taeniolaema) és una espècie d'ocell de la família dels pícids (Picidae) que habita boscos i clarianes de les muntanyes del nord de la República Democràtica del Congo, Ruanda, Burundi, Uganda, Kenya i Tanzània.